# アリヨール (病院船)
アリヨール (Орёл)はロシア義勇艦隊の鋼製汽船。

## 船歴
「アリヨール」はイギリスのホーソン・レスリー社で建造され、1889年9月26日に進水、1890年2月24日に竣工した。進水時は「イーグル (Eagle)」という船名だったが、その後「アリヨール」に変更された。竣工後はオデッサ・ウラジオストク間の定期船として運行された。
日露戦争が起こると「アリヨール」は病院船に改装され、バルチック艦隊と共に極東へ向かった。1905年5月27日、「アリヨール」は五島列島西方沖で日本の仮装巡洋艦「信濃丸」に発見された。「信濃丸」はその後ロシア艦隊と遭遇し、敵発見と通報している。同日、「アリヨール」は日本の仮装巡洋艦「佐渡丸」の臨検を受け、ロシア軍が拿捕したイギリス船「オールドハミヤ」の船長らを乗せていたことから拿捕された。
その後、「楠保丸（くすほまる）」と改名される。
「楠保丸」は呉で病院として使用された。平時になると、維持費がかかることから日本海軍は「楠保丸」と同く元義勇艦隊の船である「笠戸丸」は民間に貸し出すことにし、一か月の使用料として「笠戸丸」4200円強、「楠保丸」500円強を払うと申し出た東洋汽船に対して7月17日に両船の維持が命じられた。 
「楠保丸」はハワイへ航海したが、石炭消費量は多く、貨物積載量は少ない採算の取れない船だとしてすぐに返還された。その後1916年4月にロシア帝国に返還され、その後解体された。